# ラプラタカワイルカ
ラプラタカワイルカ（学名：Pontoporia blainvillei）は南アメリカ南東部の大西洋岸に棲息するイルカである。現生群では本種のみでラプラタカワイルカ科を形成する。

## 分布
ラプラタカワイルカの生息域はラプラタ川河口を含む、南アメリカの南東部の海岸である。北限は南回帰線（ブラジルのウバツバ周辺）、南限はアルゼンチンのバルデス半島周辺である。

## 形態

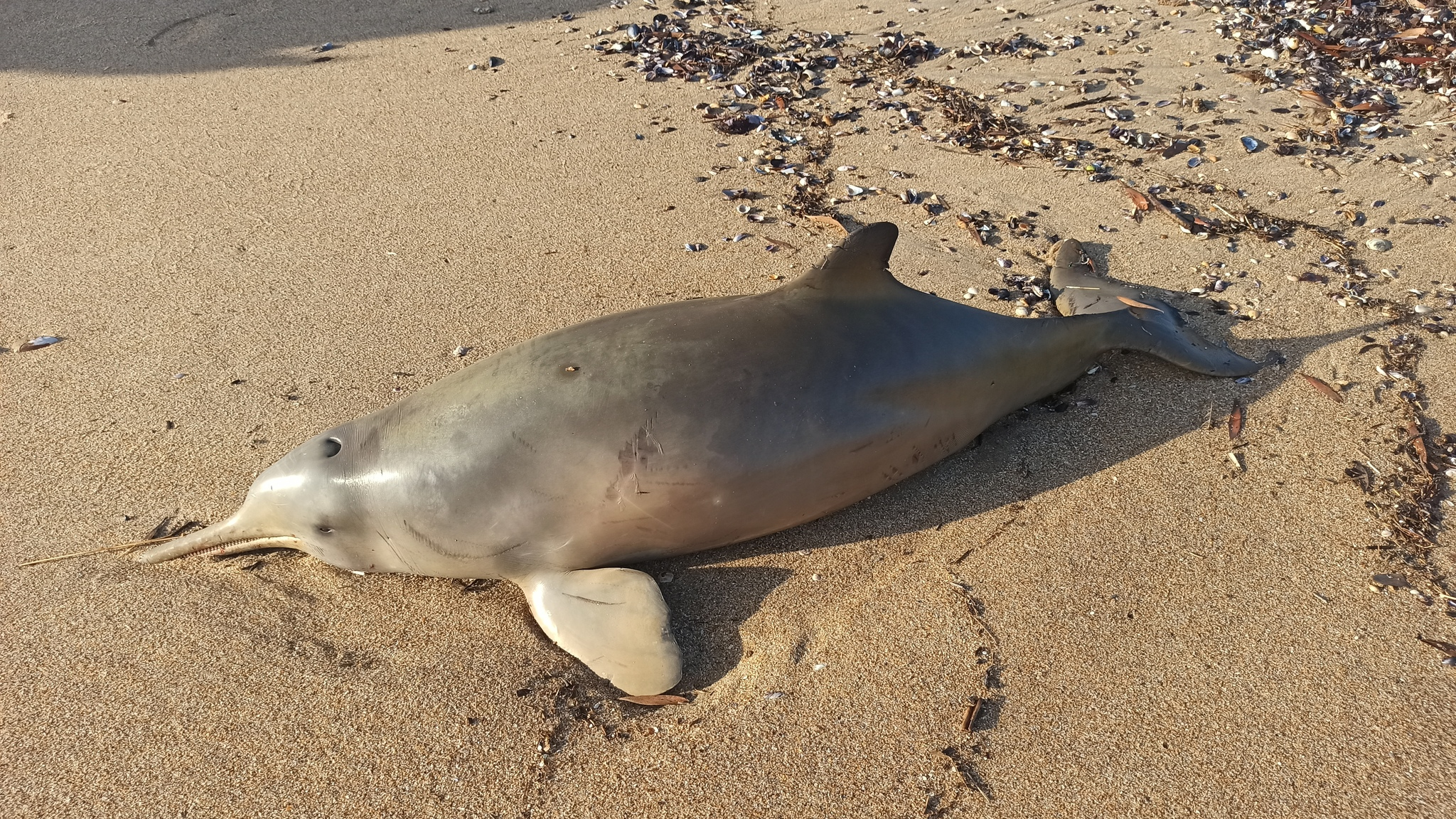
ウルグアイにて

ラプラタカワイルカは、成体では体長の15%にも及ぶ非常に長い口吻を持ち、これはクジラ目の中で体長比としては最も長い。成体の体長はオスが1.6m、メスが1.8m、体重は50kgに達する。体色は灰色がかった茶色であり、腹部はやや明るい。胸びれも体長に比べて非常に大きく、幅も広い。胴との接続部は狭く、形状はほぼ三角形で、後側の縁はぎざぎざである。噴気孔は三日月型であり、首の皺のすぐ前方に位置する。背びれは下部は広く、先端は丸くなっている。

## 生態
他のカワイルカが名前の通り淡水の河川に棲息するのに対し、本種は塩水である海洋および河口域(汽水域)に棲息する。本来棲むべき海洋へはほとんど行かず、ほぼ一生の間を河川で過ごす個体もいる。本種は非常に滑らかに、かつゆっくり泳ぐため、水面が穏やかでない限りは、目立たず、見つけるのが困難である。単独で、あるいは小さな群を成して行動する。15頭もの群が観察されたこともあるが、例外的なものである。
海底に棲息する生物を主食とする。腸内容物の調査から、タコ、イカ、エビなどを含む、少なくとも24種類の異なる種を食べることがわかっている。何を食べるのかは生息域によって異なり、その海域に多く棲息するものを餌としている。
逆にラプラタカワイルカの捕食者はシャチやサメの一種である。
妊娠期間は10か月から11か月である。数年で成熟し、メスは早い個体では5歳で出産するようである。寿命は20年程度である。

## 分類
本種は、1844年ポール・ジェルベーとアルシド・ドルビニにより新種として報告された。種小名の blainvillei はフランスの動物学者であるアンリ・ブランヴィルへの献名。“Franciscana”と呼ばれることも多いが、これは生息域であるアルゼンチンやウルグアイでの呼び名である。同じく生息域であるブラジルでは“Toninha”と呼ばれており、“Cachimbo”という別名もある。
- ラプラタカワイルカ科 Pontoporiidae
  - ラプラタカワイルカ属 Pontoporia
    - ラプラタカワイルカ Pontoporia blainvillei

## 保護
環境保護論者からは、毎年多くの個体が刺し網による混獲の被害になっており、種の安定的な存続を困難にしているという指摘がある。1970年代の調査では刺し網による被害はウルグアイ沖で最も多いことがわかっているが、近年は南ブラジルとアルゼンチンの沖での被害が最も多いと考えられている。これら3か国の生物学者は実態調査の必要性を表明し、調査に対する国際支援を訴えている。全生息数および生息数の変動は不明である。